# Obdurodon
Obdurodon war eine Schnabeltiergattung des späten Oligozäns und frühen bis mittleren Miozäns.

## Merkmale
Obdurodon besaß sechswurzlige Molaren mit dünnem Zahnschmelz in einem Schnabel, der, verglichen mit dem Schnabel des rezenten Schnabeltiers, größer war. Ansonsten dürfte sich Obdurodon nicht stark vom rezenten Schnabeltier unterschieden haben.

## Arten
Es sind drei Arten bekannt. Obdurodon insignis Woodburne, Tedford, 1975 lebte im späten Oligozän und gehört der Ditjimanka Lokalfauna des Lake Eyre Basins an. Obdurodon dicksoni Archer, Jenkins, Hand, Murray, Godthelp, 1992 lebte im frühen bis mittleren Miozän und gehört der Ringtail Lokalfauna von Riversleigh an. Obdurodon tharalkooschild Long, Archer, Flannery, Hand, 2013 ist nur von einem einzelnen Zahn bekannt, der ebenfalls in Riversleigh gefunden wurde. Diese Art wird auf eine Länge von fast einem Meter geschätzt.